# Dunkler Raubkäfer
Der Dunkle Raubkäfer (Ocypus tenebricosus) ist ein Käfer aus der Familie der Kurzflügler (Staphylinidae).

## Merkmale
Die 24–32 Millimeter großen Käfer haben einen schwarzen, dicht anliegend behaarten Körper.
Lediglich das letzte Fühlerglied, die Enden der Schienen (Tibien) sowie die Tarsen sind bräunlich.
Der Kopf und der Halsschild sind gleichmäßig punktförmig skulpturiert, letzterer ist länger als die Deckflügel an der Naht.
Flügel sind nicht ausgebildet.
Beim ähnlichen Schwarzen Moderkäfer (Ocypus olens)  ist der Halsschild kürzer als die Deckflügel und das fünfte Tergit am Hinterleib trägt einen hellen Saum; zudem ist diese Art geflügelt.

## Vorkommen und Lebensraum
Die Tiere kommen in Mitteleuropa, Norditalien und am Balkan vor. Die Art fehlt in Nordeuropa, den Niederlanden und auf den Britischen Inseln. Sie besiedelt Wälder vom Flachland bis in Berglagen, wo sie häufiger auftreten. Man findet sie verborgen unter Steinen, Holz und Ähnlichem.

## Belege